# 함안 원효암 칠성각
함안 원효암 칠성각(咸安 元曉庵 七星閣)은 대한민국 경상남도 함안군 군북면, 원효암에 있는 원효대사와 의상대사가 수도하던 곳이다.
1983년 7월 20일 경상남도의 문화재자료 제15호 원효암 칠성각으로 지정되었다가, 2018년 12월 20일 현재의 명칭으로 변경되었다.

## 개요
원효암에 있는 원효대사와 의상대사가 수도하던 곳이다. 칠성각은 지은 시기를 알 수는 없고, 원효암이라는 절 이름과 의상대가 있는 것으로 보아 의상대사가 세운 것으로 추정하지만 확실하지는 않다.

## 같이 보기
- 원효대사
- 의상대사

## 참고 자료
- 함안 원효암 칠성각 - 국가유산청 국가유산포털